# Resplandor de hielo

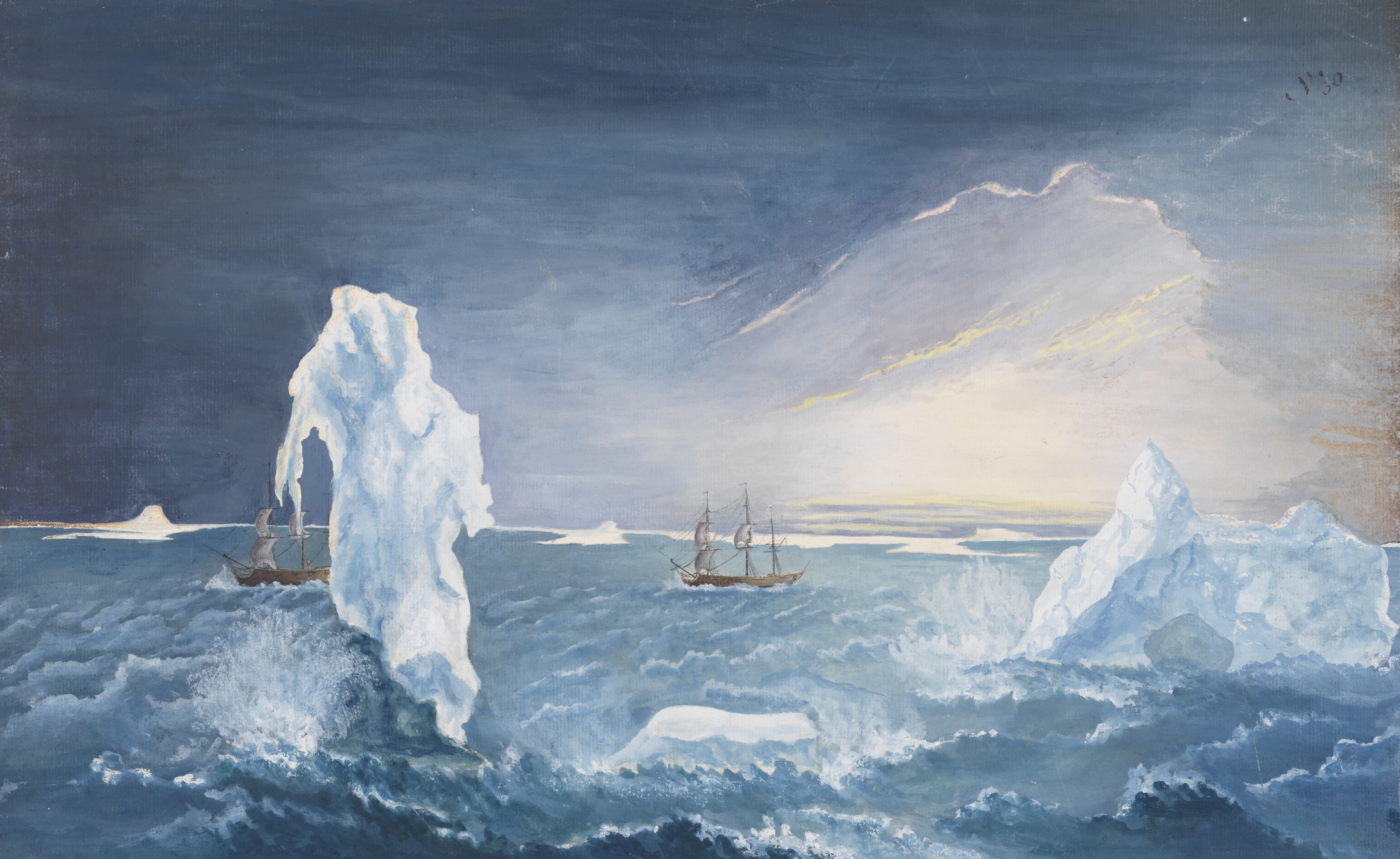
Ice Islands with ice blink, acuarela de Georg Forster, realizada en 1773 durante el segundo viaje de James Cook.

El resplandor de hielo es una luz blanca visible cerca del horizonte, especialmente en la parte inferior de nubes bajas,que se produce debido a la reflexión de la luz en un campo de hielo más allá. Tanto los inuit como los exploradores del Paso del Noroeste lo utilizaban para orientarse de manera segura, ya que señalaba la presencia de hielo más allá del horizonte.Su fenómeno contrario es conocido como el "cielo de agua". Este fenómeno se puede observar en ambas regiones polares, siendo reportado por los inuit en el Ártico y por diversas expediciones en la Antártida, como las de James Ross y Terra Nova.
Los navegantes han confundido resplandores de hielo con montañas. Un ejemplo de esto ocurrió en 1818, cuando John Ross, mientras buscaba el Paso del Noroeste, cometió este error. Al estar en el estrecho de Lancaster, identificó erróneamente un resplandor de hielo como una nueva "cordillera", a la que llamó Montañas Croker. Esta confusión, junto con los desacuerdos con sus oficiales y la controversia general, le costó gran parte de su reputación.

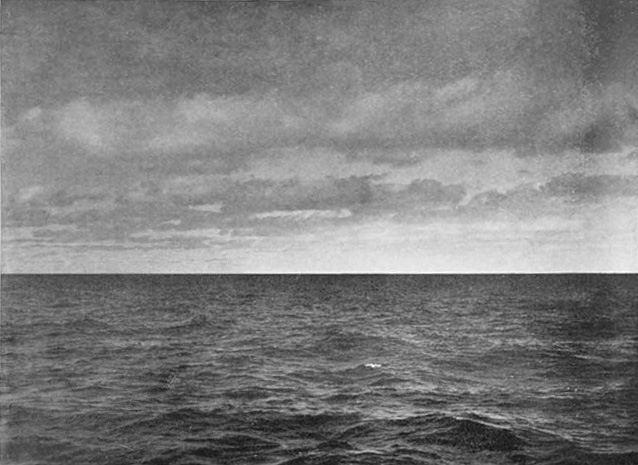
Resplandor de hielo capturado por Herbert Ponting en 1913